# Irvin Willat
Irvin Willat (Stamford, 18 novembre 1890 – Santa Monica, 17 aprile 1976) è stato un regista, sceneggiatore e direttore della fotografia statunitense.

## Biografia
Nato nel Connecticut, Irvin Willat lavorò soprattutto nel cinema muto. Iniziò infatti la sua carriera di regista nel 1917, girando 39 film, di cui solo gli ultimi sette sonori. Si era avvicinato al cinema lavorando come attore e come direttore della fotografia. Fu anche sceneggiatore di una mezza dozzina di pellicole.
Nel 1919, diresse The Grim Game, un film avventuroso di 50 minuti, interpretato dal famoso mago e illusionista Harry Houdini, film di cui Willat aveva scritto anche la sceneggiatura.
Willat si sposò con l'attrice Billie Dove. Il matrimonio durò dal 1923 al 1929.

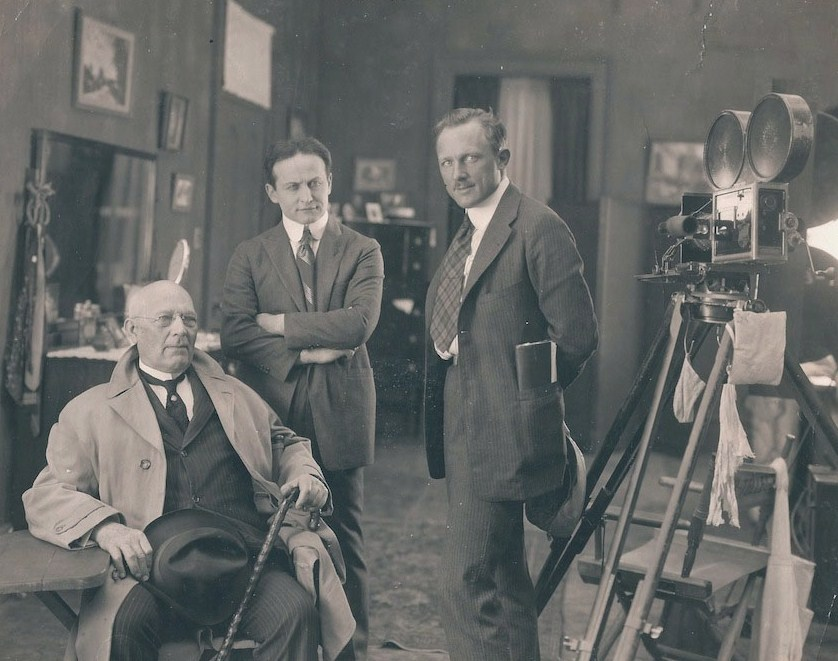
Sul set di The Grim Game: Harry Kellar, Harry Houdini e Irvin Willat

## Filmografia

### Regista
- In Slumberland (1917)
- The Zeppelin's Last Raid (1917)
- The Guilty Man (1918)
- The Law of the North (1918)
- The Midnight Patrol (1918)
- The False Faces (1919)
- Rustling a Bride (1919)
- A Daughter of the Wolf  (1919)
- The Grim Game (1919)
- Behind the Door (1919)
- Below the Surface (1920)
- Down Home (1920)
- The Face of the World  (1921)
- Fifty Candles  (1921)
- Yellow Men and Gold (1922)
- The Siren Call (1922)
- On the High Seas (1922)
- Pawned (1922)
- All the Brothers Were Valiant (1923)
- Fog Bound (1923)
- The Heritage of the Desert (1924)
- Three Miles Out
- L'errante senza colpa (Wanderer of the Wasteland) (1924)
- The Story Without a Name
- Ai confini della civiltà (North of 36) (1924)
- Sparvieri d'acciaio (The Air Mail) (1925)
- Rugged Water
- The Ancient Highway
- The Enchanted Hill
- Paradise (1926)
- Back to God's Country (1927)
- The Michigan Kid (1928)
- Femmine del mare (Submarine), co-regia di Frank Capra (1928)
- The Cavalier
- Nel Mar dei Sargassi (The Isle of Lost Ships) (1929)
- Damaged Love
- Old Louisiana
- Under Strange Flags
- The Luck of Roaring Camp (1937)

### Sceneggiatore
- The False Faces di Irvin Willat (1919)
- The Grim Game di Irvin Willat (1919)
- Down Home, regia di Irvin Willat (1920)
- Partners of the Tide, regia di L.V. Jefferson (1921)
- Yellow Men and Gold, regia di Irvin Willat (1922)
- The Michigan Kid, regia di Irvin Willat (1928)

### Direttore della fotografia
- Uncle Tom's Cabin, regia di William Robert Daly (1914)
- America, regia di Lawrence B. McGill (1914)
- One of Millions, regia di J. Searle Dawley (1914)
- Always in the Way, regia di J. Searle Dawley (1915)
- Civilization, regia di Reginald Barker, Thomas H. Ince, Raymond B. West e altri (1916)